# Casa Senyorial de Biksere
La Casa Senyorial de Biksēre també nomenada Casa Senyorial Libe (en letó: Biksēres muižas pils) és una mansió a la regió històrica de Vidzeme, al Municipi de Madona del nord de Letònia.
La finca compta amb un gran parc de 14,7 hectàrees amb 26 escultures, i un museu d'antiguitats instal·lat a l'edifici de l'antic graner. L'edifici senyorial allotja les oficines administratives de la parròquia de Sarkani i la biblioteca.